# Czerśl
Czerśl – wieś w Polsce położona w województwie lubelskim, w powiecie łukowskim, w gminie Łuków
Pod względem fizycznogeograficznym miejscowość leży na Równinie Łukowskiej, w dorzeczu Bystrzycy (tej, która jest dopływem Tyśmienicy).
Wieś stanowi sołectwo w gminie Łuków. Według Narodowego Spisu Powszechnego z roku 2011 wieś liczyła 387 mieszkańców.
| SIMC    | Nazwa          | Rodzaj  |
| ------- | -------------- | ------- |
| 0679368 | Czerśl-Kolonia | kolonia |
| 0679374 | Podgórze       | kolonia |

Wymieniona po raz pierwszy w 1418 w dokumencie biskupa krakowskiego Wojciecha Jastrzębca. W okresie staropolskim wieś należała do powiatu łukowskiego w województwie lubelskim. W 1531 odnotowuje się trzy rodziny drobnoszlacheckie zamieszkujące zaścianek, noszące nazwiska: Goły, Ruczko i Wilk. 1 lipca 1925 mieszkańcy Czerśli ofiarowali 4 morgi gruntu pod Borkiem pod budowę szkoły, która funkcjonuje w tym samym miejscu (przebudowa 1997). 
W latach 1975–1998 miejscowość administracyjnie należała do województwa siedleckiego.
Według danych z 31 marca 2017 roku miejscowość liczyła 414 mieszkańców. Całe sołectwo, wraz z Sięciaszką Trzecią, zamieszkiwało 470 osób. Osiem lat później liczby te wzrosły odpowiednio do 441 i 503.
Wierni Kościoła rzymskokatolickiego należą do parafii Podwyższenia Krzyża Świętego w Łukowie. 